# Joseph W. McCorkle
Joseph Walker McCorkle (* 24. Juni 1819 in Piqua, Ohio; † 18. März 1884 in Branchville, Maryland) war ein US-amerikanischer Politiker. Zwischen 1851 und 1853 vertrat er den Bundesstaat Kalifornien im US-Repräsentantenhaus.

## Werdegang
Joseph McCorkle besuchte die öffentlichen Schulen seiner Heimat und danach das Kenyon College in Gambier. Nach einem anschließenden Jurastudium und seiner um 1842 erfolgten Zulassung als Rechtsanwalt begann er in Dayton in diesem Beruf zu arbeiten. Zwischen 1845 und 1849 war er dort auch Posthalter. Im Jahr 1849 zog er während des Goldrauschs nach San Francisco in Kalifornien. Dort bewarb er sich 1850 erfolglos um den Posten eines Richters. Gleichzeitig schlug er als Mitglied der Demokratischen Partei eine politische Laufbahn ein. Zwischenzeitlich saß er als Abgeordneter in der California State Assembly.
Bei den Kongresswahlen des Jahres 1850 wurde McCorkle im zweiten Wahlbezirk von Kalifornien in das US-Repräsentantenhaus in Washington, D.C. gewählt, wo er am 4. März 1851 die Nachfolge von Edward Gilbert antrat. Da er im Jahr 1852 von seiner Partei nicht zur Wiederwahl nominiert wurde, konnte er bis zum 3. März 1853 nur eine Legislaturperiode im Kongress absolvieren. Diese war von den Diskussionen um die Sklaverei geprägt.
Nach dem Ende seiner Zeit im US-Repräsentantenhaus zog McCorkle nach Marysville. Zwischen 1853 und 1857 war er Richter im neunten Gerichtsbezirk seines Staates. Im Jahr 1855 kandidierte er erfolglos für den US-Senat. Danach praktizierte er in San Francisco als Anwalt. Zwischen 1860 und 1870 lebte er in Virginia City (Nevada). Auch dort war er als Rechtsanwalt tätig. Anschließend kehrte er nach Washington zurück, wo er als Anwalt für die Mexican Claims Commission arbeitete. Er starb am 18. März 1884 in Branchville und wurde in seinem Geburtsort Piqua beigesetzt.